# Anoectangium marinum
Anoectangium marinum är en bladmossart som beskrevs av Stirton 1909. Anoectangium marinum ingår i släktet Anoectangium och familjen Pottiaceae. Inga underarter finns listade i Catalogue of Life.